# USS San Diego (CL-53)
La USS San Diego fu un incrociatore leggero classe Atlanta della United States Navy durante la seconda guerra mondiale, seconda nave americana a portare quaesto nome ed entrato in servizio appena un mese dopo la dichiarazione di guerra degli Stati Uniti contro le potenze dell'Asse. La sua intera carriera si svolse nel teatro del Pacifico. Armati con 16 cannoni antiaerei da 127 mm e 16 cannoni Bofors da 40 mm, gli incrociatori classe Atlanta vantavano la più elevata potenza di fuoco contraerea di qualsiasi altra nave attiva durante la seconda guerra mondiale.
La San Diego fu la seconda nave più decorata della Marina statunitense durante il conflitto, ricevendo ben 18 battle star (due meno della prima, la USS Enterprise, che ne ricevette 20), e fu anche il primo vascello americano ad entrare nella baia di Tokyo dopo la resa del Giappone. Posta in disarmo nel 1946, la nave fu rottamata nel 1960.

## Storia

### Costruzione
Il San Diego fu impostato il 27 marzo 1940 nei cantieri della Behtlehem Shipbuilding Corporation a Quincy, Massachusetts e varato il 26 luglio 1941; la madrina del varo fu la signora Grace Legler Benbough, moglie del sindaco di San Diego Percy J. Benbough. Entrò ufficialmente in servizio il 10 gennaio 1942 al comando del capitano Benjamin F. Perry.

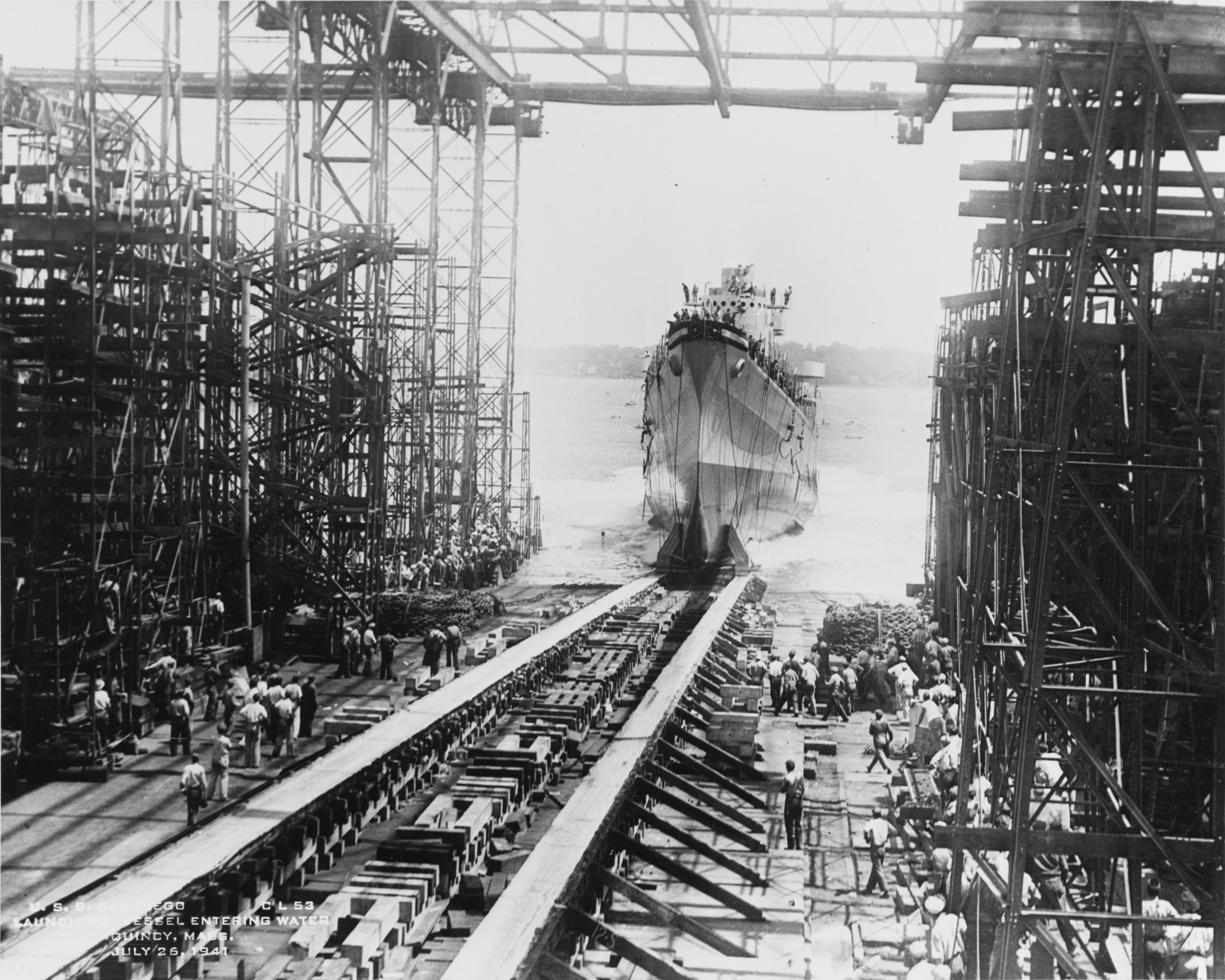
Il varo del San Diego, il 26 luglio 1941.

Meno di un mese prima, il 7 dicembre 1941, l'Impero del Giappone aveva sferrato un devastante attacco alla flotta americana ormeggiata a Pearl Harbor. Il giorno seguente, l'8, gli Stati Uniti entrarono ufficialmente nella seconda guerra mondiale.

### Servizio di guerra

#### 1942-1943

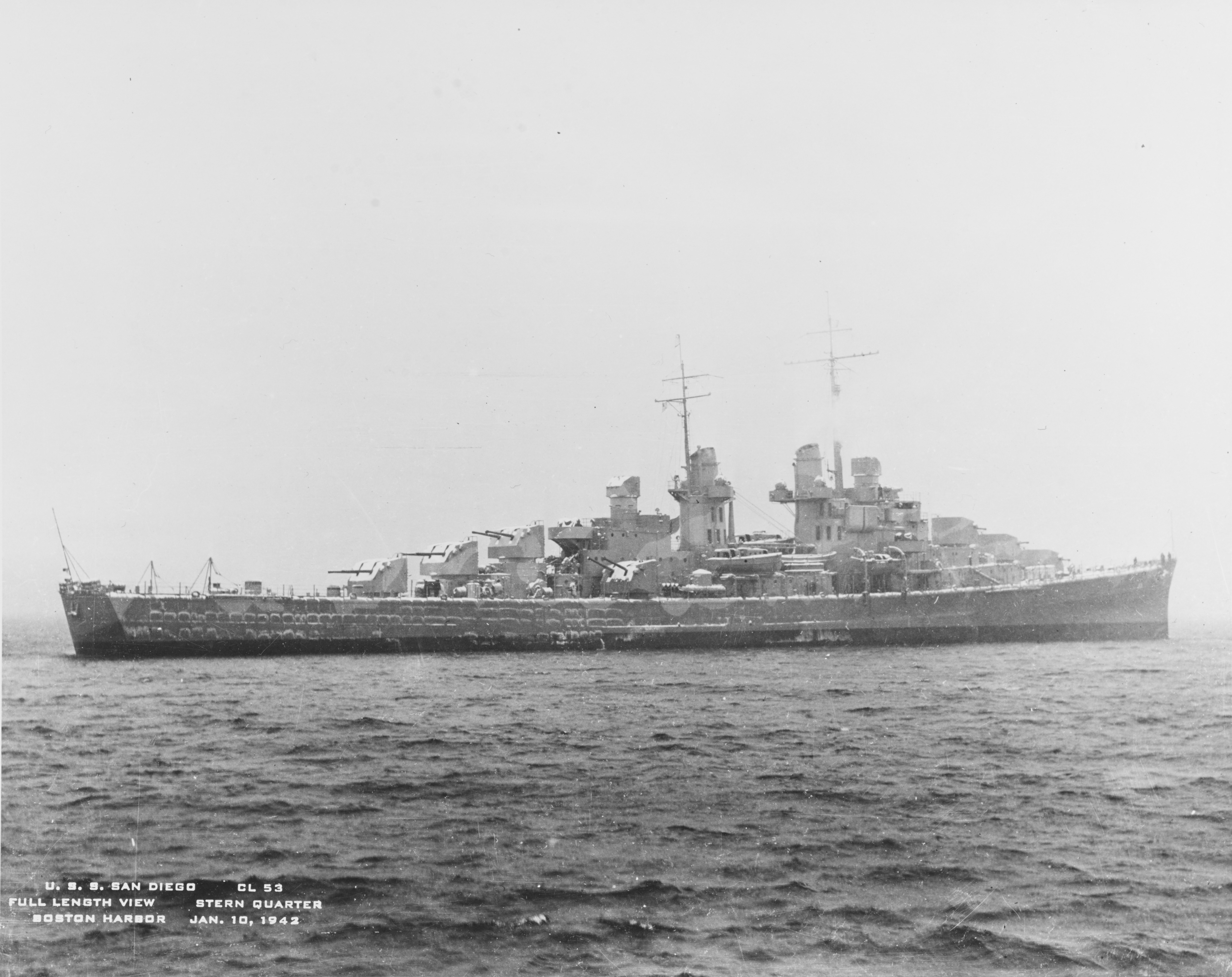
Il San Diego nella baia di Boston il 10 gennaio 1942. Da notare il ghiaccio e la neve che imbiancano le sovrastrutture della nave.

Dopo una crociera di collaudo nella baia di Chesapeake, il San Diego oltrepassò il canale di Panama ed entrò nell'oceano Pacifico, dirigendosi subito verso la costa occidentale degli Stati Uniti: il 16 maggio 1942, giunse nella sua città omonima, per poi prendere in scorta la portaerei Saratoga e dirigersi verso il teatro d'operazioni, non facendo comunque in tempo a riunirsi alla flotta pacifica per combattere la battaglia delle Midway. Il 15 giugno, assunse il ruolo di scorta della Hornet e, in agosto, fece parte della forza navale che supportava la campagna delle isole Salomone, a partire dall'invasione di Guadalcanal. A fronte di una decisa resistenza navale e aerea dell'Impero giapponese, gli statunitensi soffrirono perdite elevate: lo stesso San Diego fu testimone dell'affondamento delle portaerei Wasp, il 15 settembre, e della stessa Hornet, il 26 ottobre.
Successivamente, il San Diego fornì protezione antiaerea alla Enterprise durante i tre fondamentali giorni della battaglia navale di Guadalcanal, dal 12 al 15 novembre 1942. Dopo mesi di navigazione nelle pericolose acque delle Isole Salomone, il San Diego fece rotta verso Auckland (Nuova Zelanda), passando per Espiritu Santo.
A Numea (Nuova Caledonia), si unì all'unica portaerei americana disponibile nel Pacifico meridionale, la Saratoga, che faceva coppia con l'inglese Victorious per supportare l'invasione di Munda, nella Nuova Georgia, e di Bougainville. Il 5 e il 10 novembre, accompagnò la Saratoga e la Princeton quando da queste partirono le fortunate incursioni aeree contro Rabaul. Sempre nel mese di novembre 1943, fece parte della task force navale che prese parte all'operazione Galvanic, lo sbarco anfibio a Tarawa nelle isole Gilbert. Il 9 dicembre, scortò la portaerei Lexington, danneggiata da un siluro, fino alle sicure acque del porto di Pearl Harbor. Il San Diego, invece, proseguì verso San Francisco, dove fu ammodernato: fra le acquisizioni, un nuovo dispositivo radar e un Combat Information Center (la sala operativa di combattimento); gli obsoleti cannoni da 28 mm furono sostituiti da batterie di Bofors da 40 mm.

#### 1944

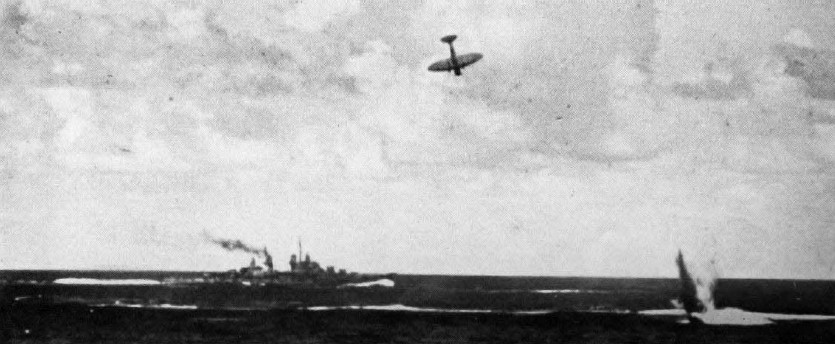
Un bombardiere in picchiata giapponese Aichi D3A "Val" sta per schiantarsi in mare nei pressi del San Diego, durante la battaglia dell'isola di Santa Cruz, nel 1942

Nel gennaio 1944, si unì alla Fast Carrier Task Force (il principale raggruppamento offensivo della US Navy nel teatro dell'oceano Pacifico, alternativamente chiamata Task Force 58 o Task Force 38), del viceammiraglio Marc Mitscher e vi rimase per tutta la rimanente durata della guerra, fornendo copertura antiaerea con le proprie armi a fuoco rapido. Dalla fine del mese di gennaio al 4 marzo, il San Diego prese parte nelle isole Marshall alle operazioni anfibie che portarono alla conquista degli atolli di Majuro e Kwajalein, e Catchpole, che invece diede il via all'invasione di Eniwetok. Sempre in questo periodo, la Task Force 58 sferrò una formidabile offensiva contro Truk, chiamato la «Gibilterra del Pacifico».
A questo punto, il San Diego dovette nuovamente tornare a San Francisco per ulteriori interventi al radar di bordo, per poi ricongiungersi alla forza principale nelle acque di Majuro, appena in tempo per partecipare alle offensive di giugno contro l'atollo di Wake e Minami Torishima, in ambito anglosassone noto come «isola Marcus». Da qui, gli eventi della guerra portarono il San Diego prima a Saipan, per coprire lo sbarco delle truppe americane, poi nelle isole Ogasawara (anche note come isole Bonin) e infine, fra il 19 e il 20 giugno, nella vittoriosa prima battaglia del mare delle Filippine. Dopo una breve pausa di rifornimento a Eniwetok, l'incrociatore fornì copertura alle invasioni di Guam e Tinian, partecipò ad un raid contro Palau e scortò le portaerei che lanciarono le prime incursioni aeree contro le Filippine. Il 6 e l'8 agosto, supportò lo sbarco dei Marine a Peleliu.
Il 21 settembre, la Task Force, e il San Diego insieme ad essa, intervenne nella baia di Manila. Seguirono due veloci soste di rifornimento a Saipan e Ulithi, dopo le quali la Task Force 38 (come era stata ri-numerata) effettuò il primo attacco contro Okinawa. Fra il 12 e il 15 ottobre, l'aviazione navale bombardò gli aeroporti dell'isola; il San Diego abbatté due dei nove aerei giapponesi che volavano nel suo settore, costringendo i superstiti alla fuga. Comunque, alcuni aeroplani nipponici superarono lo sbarramento antiaereo e riuscirono a danneggiare l'incrociatore leggero USS Houston e l'incrociatore pesante USS Canberra. Il San Diego scortò i due malmessi vascelli fino al porto sicuro di Ulithi, ritornò con la Task Force e sfuggì fortunosamente al tifone del 17 e 18 dicembre, nonostante il fortissimo rollio della nave.

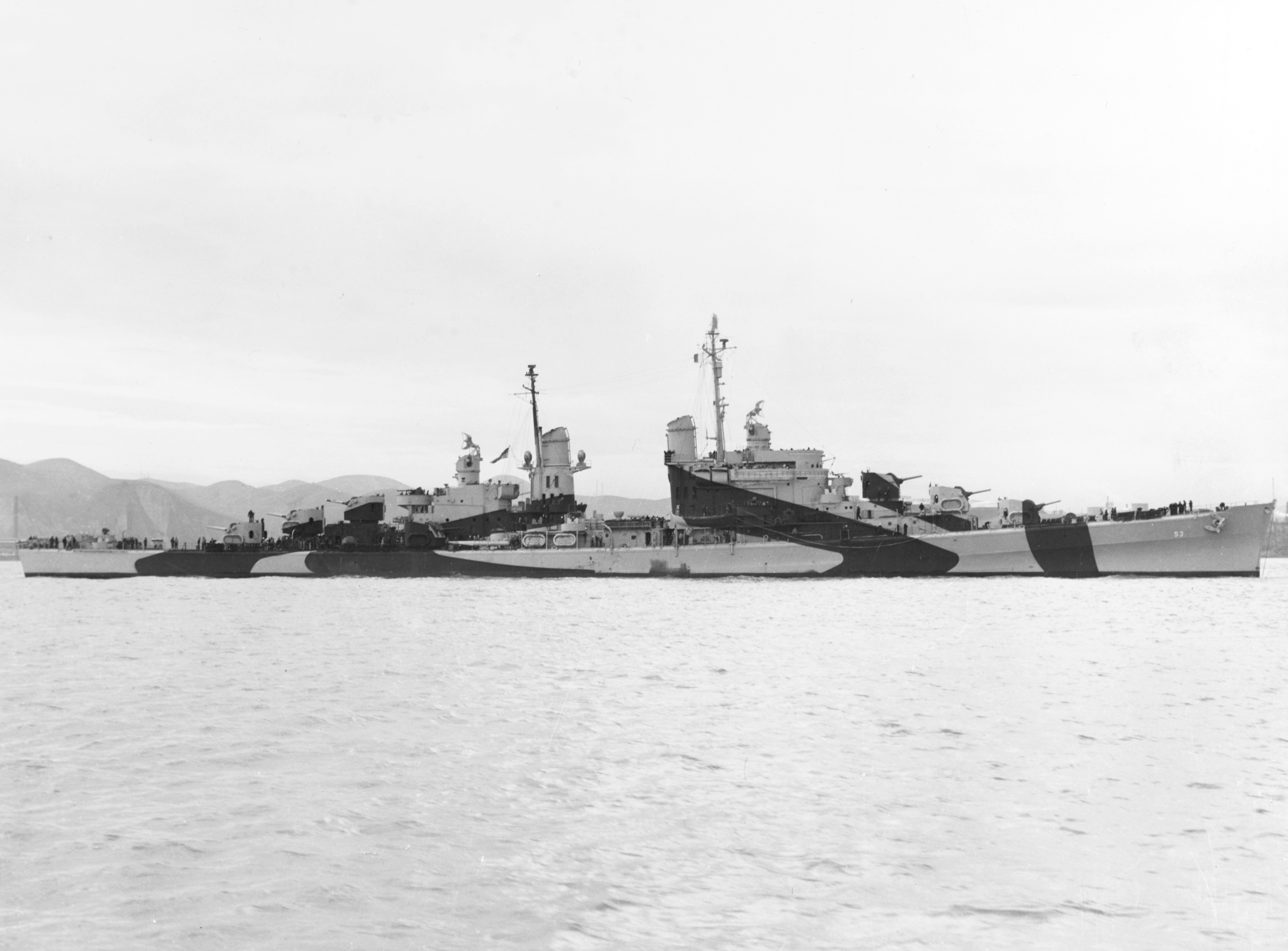
Il San Diego nel 1944, si noti la livrea mimetica del tipo dazzle

#### 1945
Nel gennaio 1945, la Task Force 38 entrò nel Mar Cinese Meridionale per attaccare Taiwan, l'Indocina e la Cina meridionale, tutti territori allora occupati dall'Impero giapponese, per poi tornare alla base di rifornimento di Ulithi. In seguito, il San Diego scortò le portaerei nelle acque domestiche dell'arcipelago giapponese, la prima incursione americana in zona dai tempi del raid di Doolittle del 1942. Alla fine di febbraio, le stesse portaerei bombardarono Iwo Jima.
Il 1º marzo, il San Diego e altri incrociatori si sganciarono dalla flotta principale per condurre un bombardamento dell'isola Okino Daijo, per assistere lo sbarco ad Okinawa. Dopo l'ennesima sosta di rifornimento ad Ulithi, il San Diego protesse le portaerei che attaccarono Kyūshū, abbattendo o scacciando gli aerei giapponesi che tentarono di interferire con le operazioni. Fra il 27 e il 28 marzo, partecipò al bombardamento navale di Minami Daitō. Rispettivamente l'11 e il 16 aprile, la contraerea dell'incrociatore abbatté due aeroplani nemici. Diverse navi statunitensi erano state danneggiate dagli attacchi kamikaze degli aviatori giapponesi, e il San Diego dovette scortarle al sicuro, proteggendole da ulteriori attacchi aerei. Dopo una fermata ad Ulithi, il San Diego si riunì alla forza navale che cingeva d'assedio Okinawa, ma ben presto dovette ritirarsi a Guiuan, nelle Filippine, per essere tirata in secco e sottoposta a prolungati lavori di riparazione e manutenzione.

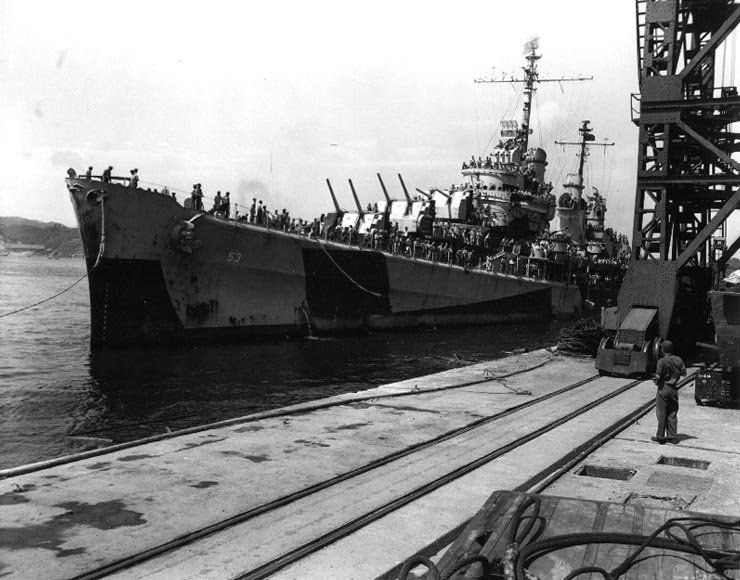
Il San Diego nel porto di Yokosuka, il 30 agosto 1945

Nel frattempo, la bilancia della guerra pendeva decisamente a favore degli Alleati e, dopo il bombardamento atomico di Hiroshima e Nagasaki, il Giappone si arrese. Il San Diego, che dal 10 luglio aveva ripreso a pattugliare i mari giapponesi di scorta alle portaerei, fu la prima nave da guerra alleata ad entrare nella baia di Tokyo, il 27 agosto. Finite le ostilità, aiutò nell'occupazione del porto militare di Yokosuka (che in seguito diverrà, e tutt'oggi è, un'importante base navale statunitense) e nella cattura della nave da battaglia nemica Nagato. Dopo aver percorso, in tutta la guerra, più di 480 000 chilometri nell'oceano Pacifico, il San Diego tornò a San Francisco il 14 settembre 1945. Il suo lungo servizio si concluse con la partecipazione all'operazione Magic Carpet, che consistette nel rimpatrio delle centinaia di migliaia di militari americani sparsi per tutti i fronti di guerra del mondo intero.

### Disarmo e demolizione
Il 4 novembre 1946, il San Diego fu disattivato e destinato alla flotta di riserva del Pacifico. Conservato nel porto di Bremerton, nel Washington, il 18 marzo 1949 fu rinominato con la sigla identificativa «CLAA-53». Dieci anni dopo, il 1º marzo 1959, fu definitivamente cancellato dal Naval Vessel Register. Nel dicembre del 1960, venne venduto ai cantieri navali Todd Shipyards di Seattle per la rottamazione.